# تقسیم

تَقسیم یا بَخش یکی از چهار عمل اصلی در ریاضی است که وارونهٔ عمل ضرب است.
به این دو واژه مشابه توجه کنید و اشتباه نگیرید، بخشیدن و بخشودن، بخشیدن به معنی تقسیم کردن (بخشش) است ولی بخشودن یعنی عفو کردن (بخشایش).
همچنین، عمل تقسیم (بخش) میتواند به دو روش تفسیر شود:‌ کمی و کیفی
به طور ویژه، اگر «c» ضرب‌در «b» برابر «a» را اینگونه بنویسیم:
{\displaystyle c\times b=a\,}
اگر b برابر صفر نباشد، پس «a» بخش بر (تقسیم بر) «b» برابر «c»، اینگونه نوشته می‌شود:
{\displaystyle {\frac {a}{b}}=c}
برای نمونه:
{\displaystyle {\frac {6}{3}}=2}
هنگامی که:
{\displaystyle 2\times 3=6\,}.
در گزارهٔ بالا٬
«a» را «مقسوم»٬ «b» را «مقسوم علیه» و «c» را «خارج قسمت» می‌گویند.
تقسیم بر صفر (یا بخش بر صفر) درصورتی که «b» صفر باشد تعریف نشده است.
اگر در عمل تقسیم،باقی مانده برابر صفر شود می گوییم صورت(مقسوم) بر مخرج(مقسوم علیه) بخش پذیر است مانند مثال بالا.